# Monache carmelitane scalze

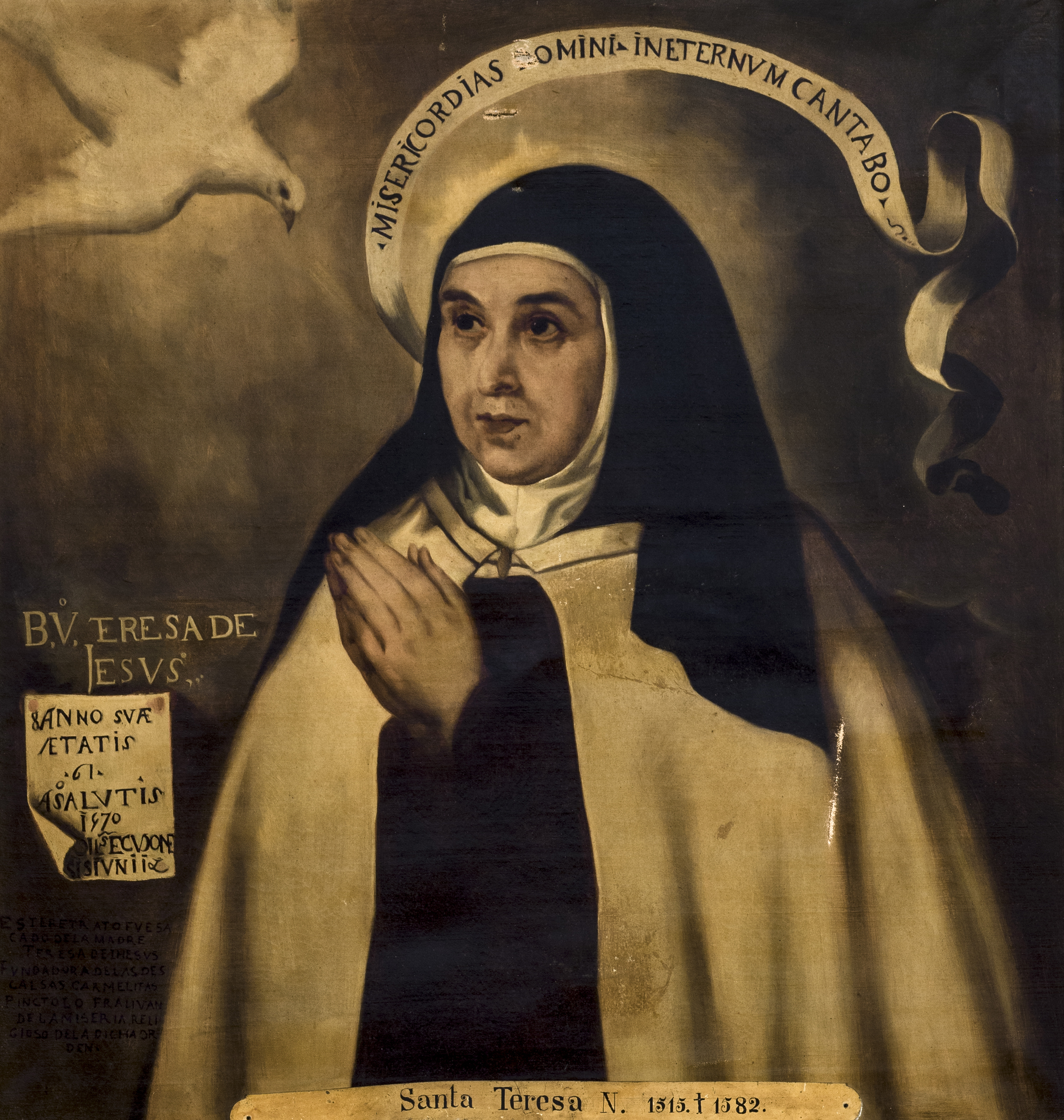
Ritratto di Teresa di Gesù, fondatrice delle carmelitane scalze, eseguito da Giovanni della Miseria

Le carmelitane scalze (in latino moniales Ordinis carmelitarum discalceatorum) sono un istituto religioso femminile di diritto pontificio in case autonome. L'ordine sorse a opera di Teresa di Gesù che, nel clima di generale riforma del mondo cattolico suscitato dal Concilio di Trento, nel monastero dell'Incarnazione ad Avila diede inizio alla sua attività riformatrice tesa a restaurare il rigore della primitiva regola carmelitana e, nel 1562, fondò sempre ad Avila il suo primo monastero, intitolato a san Giuseppe.

## Origini

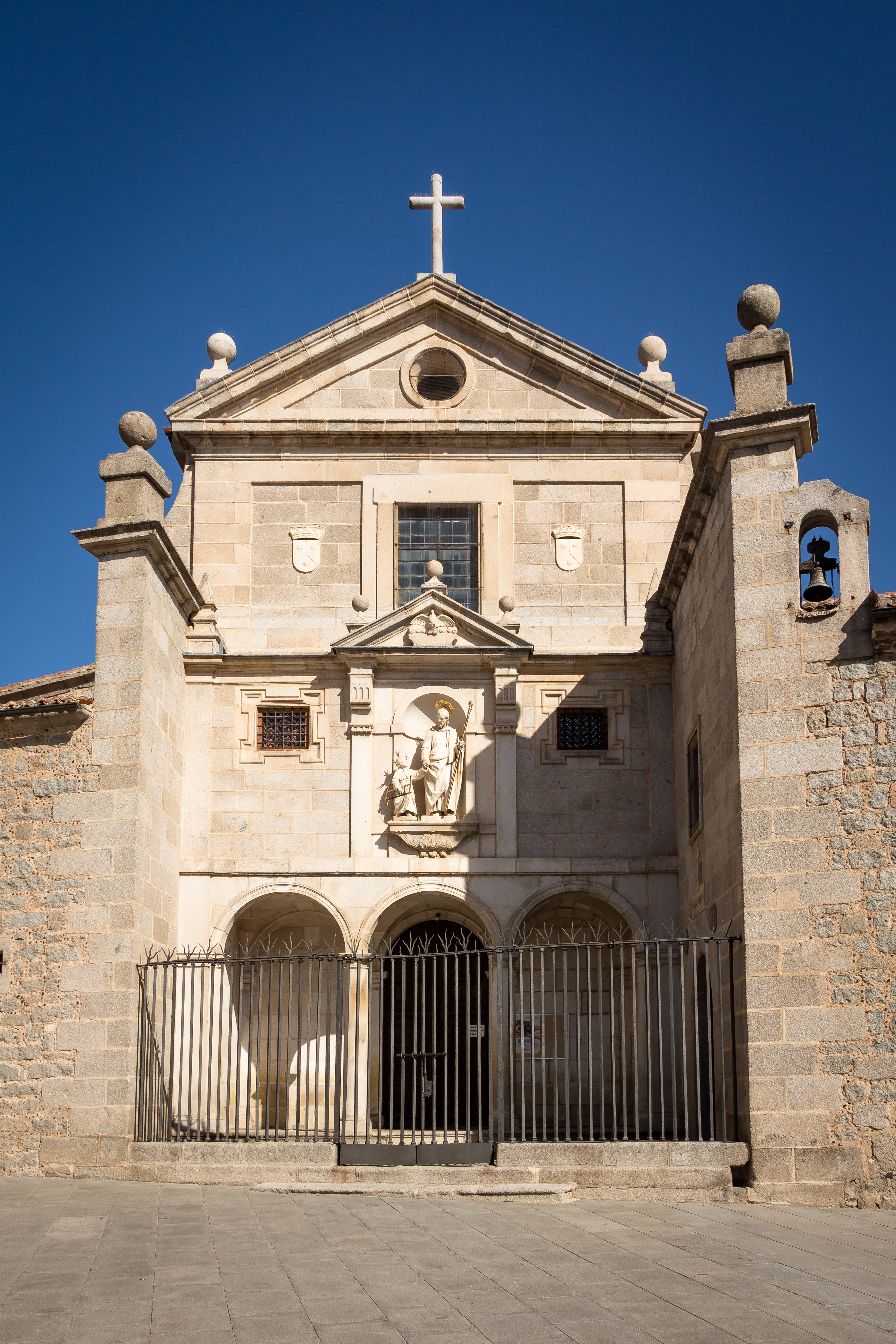
Il monastero di San Giuseppe ad Ávila

L'origine delle carmelitane scalze si deve a santa Teresa: vinte le resistenze dei famigliari, nel 1535 abbracciò la vita religiosa nel monastero carmelitano dell'Incarnazione, fuori le mura di Avila, dove, grazie alla dote assegnatale dal padre, ottenne un piccolo appartamento tutto per lei. Il monastero dell'Incarnazione era sorto come beaterio: non vi si osservava una stretta clausura, ospitava circa 180 religiose e alcune educande e domestiche.
Dopo numerose esperienze mistiche, maturò la decisione di lasciare il monastero dell'Incarnazione con alcune compagne per fondarne uno più austero e di stretta clausura, sull'esempio del monastero delle scalze di Santa Chiara a Madrid, dove vivere in povertà assoluta e in comunità poco numerosa, abbracciando l'osservanza non mitigata della regola carmelitana. Il suo progetto fu sostenuto da Francesco Borgia, Luigi Bertrando e Pietro d'Alcantara.
Con il breve Ex parte vestra, emesso dalla Penitenzieria apostolica il 7 febbraio 1562, Teresa ottenne l'autorizzazione per l'erezione del monastero, che fu aperto il 24 agosto 1562 sotto il titolo di San Giuseppe. Fu eletta priora nel gennaio 1563.
Teresa adottò per le sue monache la regola carmelitana che lei riteneva "primitiva", approvata da papa Innocenzo IV nel 1247, senza le mitigazioni introdotte da Eugenio IV, Pio II e Sisto IV circa l'astinenza, il digiuno, le ricreazioni e la possibilità di avere rendite. Gradualmente Teresa accettò le rendite, la possibilità di consumare carne in alcuni casi e la ricreazione comune.
La fondatrice espose la sua dottrina spirituale in un'opera didascalica redatta, nella sua prima forma, tra il 1562 e il 1564: Cammino di perfezione. Le carmelitane scalze dovevano essere al servizio della Chiesa in una disponibilità di amicizia con Gesù attraverso la perenne orazione, in un clima di carità fraterna, mortificazione, solitudine e in stretta clausura.
In vista della fondazione di altri monasteri, Teresa incontrò il priore generale dei carmelitani, Giovanni Battista Rossi, che espresse il suo sostegno alla sua opera riformatrice e nel 1568 approvò le sue costituzioni.

## Primo sviluppo

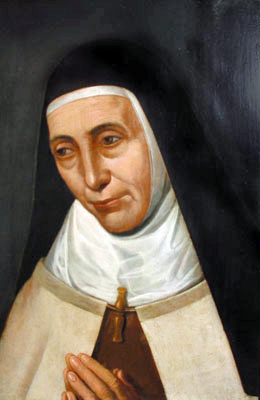
Anna di San Bartolomeo, propagatrice delle carmelitane scalze

La prima filiazione del monastero di San Giuseppe d'Avila fu il Carmelo di Medina del Campo, fondato il 15 agosto 1567. A Medina del Campo Teresa conobbe anche i frati camelitani Giovanni di San Mattia e Antonio de Heredia, insieme con i quali diede inizio all'organizzazione del ramo maschile dell'ordine. Tra il 1568 e il 1571 sorsero i monasteri di Malagón, Valladolid, Toledo, Pastrana, Salamanca, Alba de Tormes; dopo un triennio di sosta, dal 1574 si succedettero le fondazioni di Segovia, Beas de Segura, Siviglia e Caravaca. Le fondazioni si interruppero nuovamente dopo il 1576 a causa del conflitto tra frati "scalzi" e "calzati" in seno all'ordine; ripresero nel 1580 con l'apertura dei monasteri di Villanueva de la Jara, Palencia, Soria, Granada e Burgos, l'ultimo aperto prima della morte della fondatrice.
Insieme con il suo collaboratore e amico, il carmelitano scalzo Jerónimo Gracián, Teresa seguì la redazione delle nuove costituzioni, che consolidarono l'aspetto spirituale e giuridico della sua riforma. Il testo delle costituzioni fu approvato dal primo capitolo generale dei carmelitani scalzi, riunitosi ad Alcalá nel 1581, e fu stampato a Salamanca.
Negli anni successivi Niccolò Doria, provinciale e poi vicario generale degli scalzi, mutò le norme teresiane irrigidendo numerosi aspetti del governo delle monache, soprattutto circa i confessori, le visite e le elezioni. Anna di Gesù de Lobera, una delle interpreti più fedeli dello spirito teresiano, e padre Gracián, che aveva curato la stesura delle costituzioni approvate nel 1581, si opposero anche davanti a papa Sisto V alle innovazioni di Doria, causando lotte e dissensi che travagliarono a lungo i monasteri delle carmelitane scalze.
Il 10 giugno 1593 il capitolo generale di Cremona decise l'indipendenza completa degli scalzi dai carmelitani "calzati" e il 20 dicembre successivo papa Clemente VIII, ratificando la decisione del capitolo, nominò Doria preposito generale.
Nonostante i conflitti interni, i monasteri di carmelitane scalze avevano continuato a crescere di numero: ai 16 aperti fino al 1582 (vivente la fondatrice), fino al 1593 (anno della separazione degli scalzi dai "calzati") se ne aggiunsero altri 15, con un totale di oltre 600 monache.

## Espansione internazionale

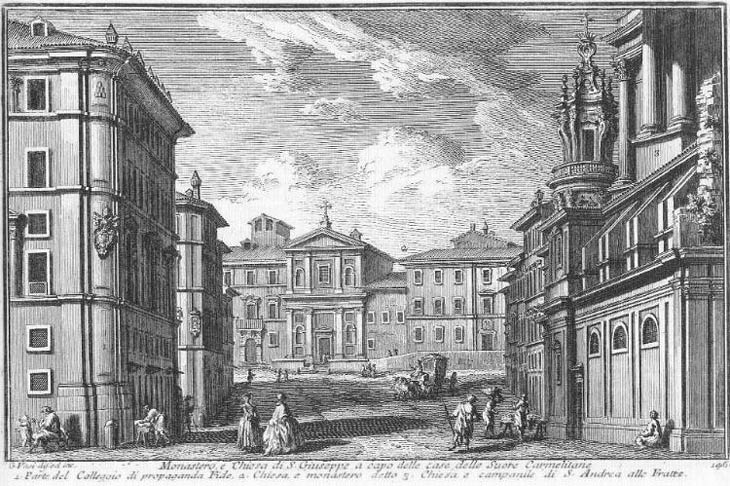
Il monastero di San Giuseppe, il primo monastero di carmelitane scalze a Roma

La prima fondazione fuori di Spagna fu quella di Lisbona del 1584 a opera di alcune monache provenienti da Siviglia; nel 1590 alcune carmelitane scalze provenienti da Malagón fondarono un monastero a Genova e nel 1598 fu fondato il primo monastero dell'ordine a Roma.
Il primo monastero in Francia fu fondato a Parigi nel 1604 da cinque religiose spagnole guidate da Anna di San Bartolomeo. La principale artefice dell'ingresso delle carmelitane scalze in Francia fu Barbe Acarie, che fu monaca prima ad Amiens e poi a Pontoise.
Sempre a opera di religiose provenienti dalla Spagna nel 1604 sorse a Puebla de los Angeles il primo monastero di carmelitane scalze del Messico; nel 1606 fu fondato un monastero a Bogotà e nel 1628 ne sorse uno a Córdoba; nel 1643 fu fondato un monastero a Lima, da cui uscirono le fondatrici dei monasteri di Sucre e Santiago del Cile.
Molte giovani provenienti da nobili famiglie inglese di fede cattolica abbracciarono la vita religiosa tra le carmelitane scalze di Mons, Anversa e Malines e nel 1619 fu fondato a Hopland-Anversa il primo monastero esclusivamente inglese. Gli english convents si diffusero repidamente in Belgio e Germania e, dopo la rivoluzione francese, molte comunità di religiose inglesi in esilio vennero riaccolte in patria dove trasferono i loro monasteri a Darlington, Chichester, Lanherne; a opera delle monache inglesi di Hopland e Hoogstraten sorse il primo monastero di carmelitane scalze negli Stati Uniti d'America, fondato nel 1794 a Port Tobacco e poi trasferito a Towson.

## Soppressioni e rinascita

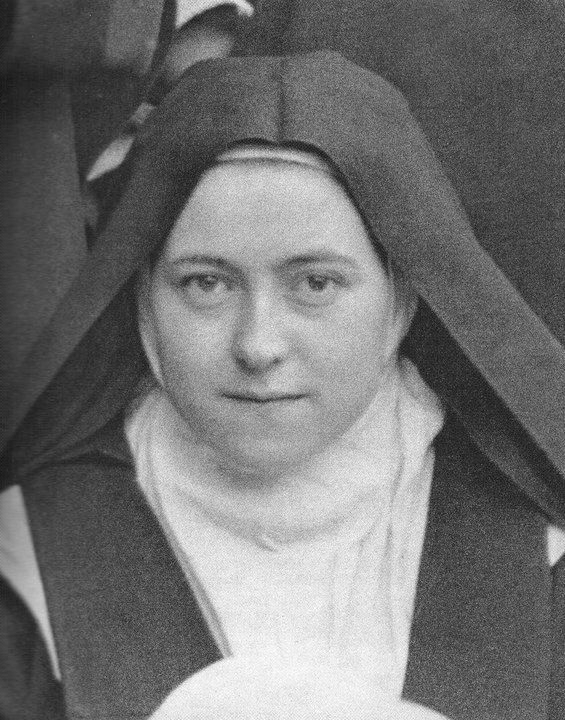
Teresa di Gesù Bambino, carmelitana scalza a Lisieux

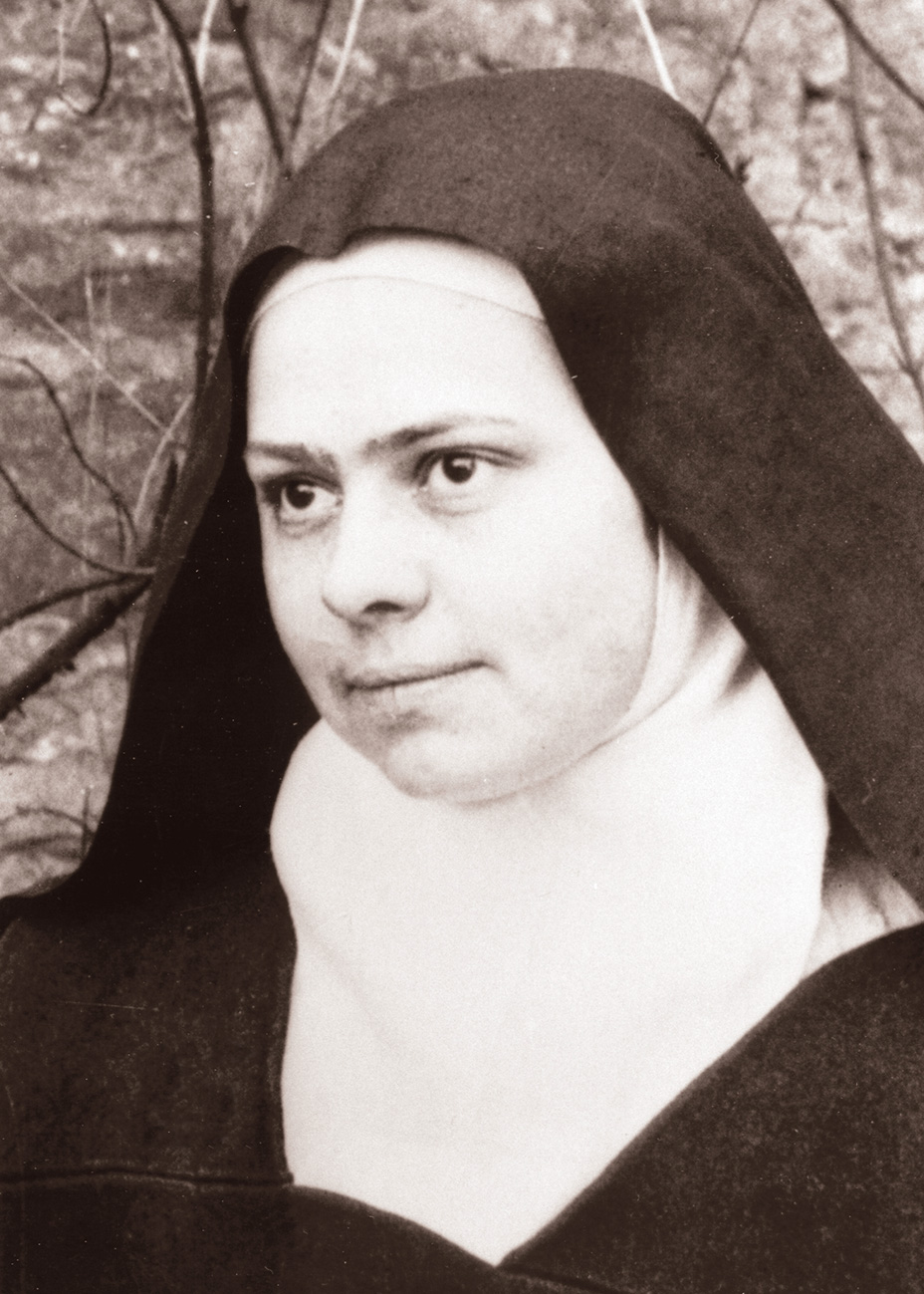
Elisabetta della Trinità, carmelitana scalza a Digione

A partire dagli ultimi decenni del XVIII secolo le carmelitane scalze ebbero a subire dispersioni, limitazioni e vere e proprie soppressioni in molte regioni d'Europa: in Austria e negli altri possedimenti asburgici, sotto Giuseppe II, le monache conobbero l'esilio; la rivoluzione francese secolarizzò i monasteri di Francia, Belgio, Italia e Germania; furono emanate leggi contro la vita religiosa in Portogallo (1834) e Spagna (1835); le leggi eversive dello stato sabaudo costrinsero le religiose a vivere in clandestinità e nel regno di Prussia i monasteri scomparvero nel 1875.
Le persecuzioni in patria rappresentarono per le carmelitane scalze l'occasione di diffondere l'ideale monastico teresiano in regioni dove non erano mai state (Canada) o da cui erano scomparse (Paesi Bassi).
Appena fu possibile, la vita regolare riprese in pieno e con maggior fervore. In Francia, ad esempio, alla fine dell'Ottocento esistevano 120 monasteri contro i 62 attivi prima della Rivoluzione. La fioritura di vocazioni che fu alla base della rinascita coincise con il riaffermarsi della dottrina spirituale di santa Teresa e san Giovanni della Croce (proclamato dottore della Chiesa nel 1927) e al fascino della spiritualità di figure come Teresa di Gesù Bambino ed Elisabetta della Trinità.

## Espansione missionaria
Tra la seconda metà del XIX secolo e la prima metà del XX secolo l'ordine fu caratterizzato da un movimento missionario che ebbe come focolare di origine il monastero di Lisieux, fondato nel 1838. Da Lisieux nel 1861 partirono le quattro monache che fondarono il Carmelo di Saigon da cui, fino al 1961, ebbero origine diretta o indiretta 35 monasteri missionari nell'Annam, nelle Filippine, in Cambogia, in Thailandia, in Cina e a Singapore.
Un monastero per le vocazioni missionarie fu fondato da monache vietnamite a Cholet nel 1925: da esso ebbero origine monasteri in India, Giappone, Ceylon, Senegal e Guadalupa.
Nel 1872 fu aperto un monastero a Gerusalemme e nel 1875 da Pau partirono le religiose che fondarono il Carmelo di Betlemme (dove visse Maria di Gesù Crocifisso Bouardy), da cui ebbero origine i monasteri di Nazareth e Aleppo. Seguirono fondazioni sul Monte Carmelo, Istanbul, Sofia, Atene e Harissa, per le religiose di rito greco-melchita.
Il primo monastero di carmelitane scalze in Africa fu fondato a Cartagine nel 1885 per volontà del cardinale Lavigerie. A opera di alcune religiose provenienti dal Belgio, nel 1934 fu aperto un monastero in Congo, da cui ebbe origine il primo monastero del Ruanda; le carmelitane scalze inglesi aprirono un monastero in Sudafrica nel 1931.
Carmeli missionari vennero aperti anche in regioni europee con una popolazione cattolica minima, come l'Islanda (Hafnarfjörður, 1939) e la Svezia (Glumslöv, 1962).

## Unificazione della legislazione
Nonostante la grande diffusione dei monasteri di carmelitane scalze, tra le varie comunità esisteva una notevole diversità giuridica e ognuna faceva capo a un'osservanza diversa. Dopo la promulgazione del Codice di diritto canonico piano-benedettino del 1917, tutti gli istituti religiosi furono obbligati a rivedere le loro costituzioni e ad adattarle alla nuova legislazione.
L'11 febbraio 1924 la sacra congregazione per i religiosi approvò un nuovo testo delle costituzioni, basato su quello approvato da capitolo di Alcalà del 1581 con aggiunte tratte dalla legislazione dell'osservanza francese, ma il testo non fu accolto positivamente dai monasteri. Il 22 giugno 1926 papa Pio XI approvò un nuovo testo, basato sulle costituzioni dei monasteri italiani del 1630, e il 10 settembre 1936 ordinò che tutte le comunità accettassero e osservassero quel testo, abolendo tutti gli altri.
Dopo il Concilio Vaticano II e la riforma del codice di diritto canonico del 1983, un nuovo testo delle costituzioni fu approvato dalla Santa Sede l'8 dicembre 1990: questo testo, che prevedeva che i monasteri femminili fossero sottoposti alla vigilanza del vescovo diocesano e non fossero più dipendenti dai frati scalzi, fu respinto da molte comunità. Un nuovo testo fu approvato il 17 settembre 1991 e prevedeva l'autonomia dei singoli monasteri e l'associazione ai frati carmelitani scalzi.

## Abito
In base alle indicazioni fornite da Teresa di Gesù tra il 1565 e il 1566, l'abito delle scalze doveva essere quello tradizionale carmelitano, ma doveva essere confezionato con le stoffe in uso tra i poveri: l'abito si componeva di tonaca di sargia scura non tinta, senza pieghe e con maniche strette; soggolo bianco di canapa o lino; scapolare indossato sul soggolo, dello stesso tessuto della tonaca ma quattro dita più corto; cappa per il coro di sargia bianca; cintura in cuoio nero senza elementi metallici; velo nero per le professe e bianco per novizie e converse. Come calzature le prime monache usavano le "alpargatas", scarpe in tela con la suola di corda.
In caso di incontri con secolari (eccetto genitori e fratelli) coprivano il volto con un velo nero (consuetudine abbandonata dopo il 1960).
Nel 1977 le norme riguardanti l'abito furono semplificate: tonaca con cintura e scapolare di stoffa povera color marrone, cappa bianca, velo nero per le professe di voti solenni e bianco per novizie e professe di voti semplici.

## Statistiche
Alla fine del 2015, i monasteri di carmelitane scalze che adottavano le costituzioni del 1990 erano 122 con 1 671 religiose; quelli delle costituzioni del 1991 erano 696 con 8 663 religiose.